# Gare de Kanagawa-shimmachi
La gare de Kanagawa-shimmachi (神奈川新町駅, Kanagawa-shimmachi-eki) est une gare ferroviaire située à Yokohama, dans la préfecture de Kanagawa au Japon. La gare est exploitée par la compagnie Keikyū.

## Situation ferroviaire
La gare de Kanagawa-shimmachi est située au point kilométrique (PK) 20,0 de la ligne principale Keikyū.

## Histoire
La gare est inaugurée le 21 août 1915 sous le nom de gare de Shinmachi. Elle prend son nom actuel en 1927.

## Service des voyageurs

### Accueil
La gare dispose d'un bâtiment voyageurs ouvert tous les jours, avec des guichets et des automates pour l'achat de titres de transport.

### Desserte
- Ligne principale Keikyū :
  - voies 1 et 2 : direction  Yokohama et Miurakaigan
  - voies 3 et 4 : direction Aéroport de Haneda ou Shinagawa et Sengakuji (interconnexion avec la ligne Asakusa pour Oshiage)